# DC-DC měnič
Pojmem DC/DC-měnič nebo také stejnosměrný měnič se obvykle označuje elektronický měnič napětí určený pro změnu velikosti stejnosměrného napětí nebo proudu, obecně pro převod mezi různými stejnosměrnými napájecími soustavami. Pro spínání se používají tranzistory a diody, jako zásobníky energie při převodu se používají cívky a kondenzátory, pro galvanické oddělení se používají pulsní transformátory.

## Použití
DC/DC měniče se nacházejí ve spínaných zdrojích např. v napájecích zdrojích PC, v noteboocích, v mobilních telefonech a v jejich zdrojích, v nabíječkách baterií a v nejrůznější jiné spotřební elektronice. Jejich hlavní výhoda spočívá kromě vysoké účinnosti také v malé hmotnosti a rozměrech. Velmi důležitou roli hrají v bateriových zařízeních, kde by při použití lineárních regulátorů napětí byla životnost baterií mnohem kratší, protože velká část energie by byla zmařena nežádoucí přeměnou na teplo. V moderních síťových zdrojích se používají DC/DC měniče také jako aktivní usměrňovače, aby byl dosažen odběr sinusového proudu s účiníkem blízkým jedné.

## Konstrukce
Nejčastěji se používají následující topologie:

### Bez galvanického oddělení

Snižovač napětí

- Nábojová pumpa – topologie pro velmi nízké výkony (proud řádu jednotek miliampérů). Výhodou je konstrukce bez cívek – jako zásobník energie využívá kondenzátory.
- Snižovač napětí – (angl. step-down- nebo buck-converter)
- Zvyšovač napětí – (angl. step-up- nebo boost-converter)
- Invertor (angl. buck-boost – umožňuje zvyšování i snižování napětí, obrací polaritu napětí)
- Bezrozptylový měnič – výstupní napětí může být vyšší nebo nižší než vstupní, polarita zůstává stejná
- Obousměrný měnič – umožňuje přenos napětí oběma směry, tj. výstup může fungovat jako vstup a naopak. Použití např. při řízení motorů s možností rekuperačního brzdění.
- Bezrozptylový invertor (Ćuk) – obrací polaritu vstupního napětí

### S galvanickým oddělením
- Jednočinné zdroje:

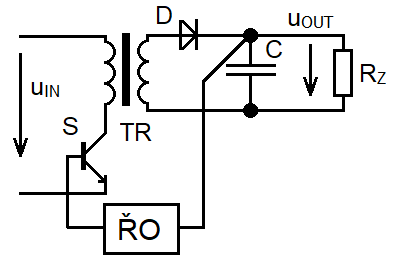
Základní schéma blokujícího měniče s impulsním transformátorem

  - Jednočinný blokující měnič (angl. buck) – topologie pro nízké výkony (do 250 W), malý počet součástek, používá transformátor se vzduchovou mezerou
  - Jednočinný propustný měnič (angl. half-forward) – vyšší výkon (do 500 W), používá trafo bez vzduchové mezery s pomocným vinutím
- Dvojčinné zdroje:
  - Paralelní dvojčinný měnič – typické využití v bateriových zdrojích, např. měničích pro záložní počítačové zdroje (UPS).
  - Polomůstkový měnič (angl. half bridge) – pro výkony 100 až 500 W. Typické použití je v počítačových zdrojích.
  - Plnomůstkový měnič (angl. full bridge) – pro výkony nad 300 W